# 김천 광덕리 석조보살입상
김천 광덕리 석조보살입상(金泉 廣德里 石造菩薩立像)은 대한민국 경상북도 김천시 감문면에 있는 고려시대의 보살상이다.
1980년 9월 16일 대한민국의 보물 제679호 금릉광덕동석조보살입상(金陵廣德洞石造菩薩立像)으로 지정되었다가, 2010년 8월 25일 현재의 명칭으로 변경되었다.

## 개요
경상북도 김천시 감문면의 일명 '숫골'이라고 부르는 마을 저수지 뚝 밑에 세워져 있는 보살상으로, 화강암을 평평하게 다듬어서 돋을새김으로 관음보살을 표현하였다.
머리에는 구슬로 만든 화려한 관(冠)을 쓰고 있고, 관 둘레에는 긴 뿔이 수평으로 나있다. 이러한 특징은 고려 초기에 만들어진 한송사지와 신복사지의 석조보살좌상과 같은 양식이다. 둥근 얼굴은 살이 올라 둔중해 보이지만 입술과 양볼에 번져나는 미소는 자비롭다. 옷은 양 어깨에 걸쳐 입었고 양 팔에 드러난 옷주름은 대칭적이며 부드럽지만 약간은 도식화된 면이 보인다. 신체는 비대한데 비해 양 팔은 매우 빈약하게 처리되었다. 오른손에는 연꽃가지를 들고 있으며 왼손은 가슴 앞에서 수평으로 들어 손끝이 아래를 향하고 있다.
전체적으로 풍만하고 화려한 모습이며 옷을 입고 있는 법, 관의 형식, 신체 표현 등에서 고려 초기에 만들어진 것으로 보인다.

## 참고 자료
- 김천 광덕리 석조보살입상 - 국가유산청 국가유산포털